# Pardon Ms. Arden
Pardon Ms. Arden ist eine vierköpfige Indie-Rock-Band aus München. Ihr Stil ist vom Punk und Britpop der 1990er Jahre geprägt.

## Geschichte
Sänger und Gitarrist Dominik Sauter (* 9. November 1984) hat britische Vorfahren, Bassist Thomas Reicherzer (* 3. Mai 1985) und Schlagzeuger Alexander Föllmer (* 7. Mai 1986) sind Deutsche. Ohne je ein professionelles Demo veröffentlicht zu haben, wurde die damals noch quasi non-existente Band nur aufgrund einiger Solo-Demos von Sauter für einen Auftritt im Münchener Club Prager Frühling am 19. August 2006 gebucht. Hierfür schlossen sich Reicherzer und Föllmer der Band an. Binnen weniger Monate stieg die „Band mit dem schwierigen Namen“ (Magazin In! München) zu neuen Hoffnungsträgern der Münchener Indie-Szene auf. Kurze Zeit später nahm sie unter der Regie von Produzent Christian Höck (u. a. Arctic Monkeys, The Rakes) die Single Disco Queen auf, die ihnen erstmals größere Bekanntheit und Tourneen im Vorprogramm von Chikinki, The Automatic, Nova International, Five! Fast!! Hits!!! und einiger anderer Künstler einbrachte. 2008 spielte die Band unter anderem auf der „New & Hot-Bühne“ des bekannten österreichischen Festivals FM4 Frequency.
Die Süddeutsche Zeitung bezeichnete die Band Ende 2008 als „größte Indie-Hoffnung Deutschlands für 2009“, das englische Magazin Parklife nannte die Band „The most British of Bayrish bands“. Diverse Medien feierten die Band als „deutsche Hype-Band Nummer 1“ und „Antwort auf die neue British Invasion“ (Rolling Stone).
Im Juli 2009 erschien die Single This Ain't Indie (This is a Revenge), die ihnen erstmals größere Medienaufmerksamkeit einbrachte. Im August 2009 wurde die Band als offizielle „FanWalk Band“ von Sony Ericsson und dem Musiksender MTV vorgestellt. In diesem Zusammenhang spielte die Band im Oktober und November 2009 zahlreiche von den beiden Unternehmen präsentierte Konzerte in Europa. Außerdem lieferte sie mit dem Song Let's Get It On! den Soundtrack zum aktuellen Werbespot des FanWalks. Am 10. März 2010 erschien das Album Pardon Ms. Arden auf dem Indie-Label Flowerstreet Records. Die Band tourt hauptsächlich als Vorgruppe für The Films und The Courteeners durch Deutschland.
Nach einer Tournee mit der R.E.M.-Ableger-Band The Posies ging die Band Anfang 2011 ins Studio und nahm das Album Restless Legs auf. Die Single Any Other Place erschien Ende Mai und bescherte der Band einen bundesweiten Disco-Hit. Das Album erschien am 5. August, Tourneen mit The Rifles und als Headliner sowie Auftritte bei zahlreichen Festivals folgten. Im Mai 2012 erschien eine neue Single mit dem Titel I Can't See the Point. Im August 2012 war die Band eine von nur drei aus Deutschland stammenden Bands – neben den Beatsteaks und LaBrassBanda, die für einen Auftritt auf dem größten Festivals Europas, dem ungarischen Sziget-Festival, gebucht wurden.
Nach der Veröffentlichung des Albums Distance im November 2013 und weiteren Tourneen löste sich die Band Anfang 2015 auf. Im September 2016 gab die Band ihr Comeback bekannt und kündigte neben neuer Musik auch neue Konzerte, u. a. als Support für The Rifles an. Im Februar 2017 veröffentlichte die Gruppe die EP Ambitions und die Single Indiscreet Romance, die bis auf Platz 7 der offiziellen deutschen College-Radio-Charts stieg.

## Weitere Aktivitäten der Bandmitglieder
Sauter, Reicherzer und Föllmer spielten von 2002 bis 2007 zusammen in der Rock-Band The Burning Souls (ehemals Soulburn). Sauter und Föllmer spielten von Mitte 2008 bis zur Auflösung Anfang 2009 zusammen in der Indie-Rock-Band Five! Fast!! Hits!!!. Sauter spielt seit Anfang 2014 außerdem in der Indie-Folk-Formation Nick and the Roundabouts.

## Diskografie

### Alben
- 2007: I Bet You're Pardon Ms. Arden (I Hate Music Records)
- 2008: Isn't That Too Much of a Difference? (I Hate Music Records)
- 2010: Pardon Ms. Arden (Flowerstreet Records)
- 2011: Restless Legs (Flowerstreet Records)
- 2013: Distance (PMA Recordings)

### EPs
- 2017: Ambitions (PMA Recordings)

### Singles
- 2007: Disco Queen (I Hate Music Records)
- 2009: This Ain't Indie (This is a Revenge) (Flowerstreet Records)
- 2010: Charity for the Church of England (Flowerstreet Records; Radio- und Promotion-Single)
- 2011: Any Other Place (Flowerstreet Records; Download-Single)
- 2012: I Can’t See the Point (PMA Recordings; Download-Single)
- 2013: Wake You (PMA Recordings; Download-Single)
- 2016: Indiscreet Romance (PMA Recordings; Download-Single)